# Amata adjuncta
Amata adjuncta là một loài bướm đêm thuộc phân họ Arctiinae, họ Erebidae.